# Tostador chileno
El tostador chileno es un artefacto de cocina creado en Chile alrededor de los años 1920 y popularizado a partir de los años 1950. Es un aparato que suele ocuparse en cocinas a gas y pertenece a los utensilios de cocina tradicionales de Chile, formando parte característica de su cultura popular; entre las comidas que suelen calentarse o prepararse usando un tostador chileno se encuentra el pan (especialmente la marraqueta), las humitas, las sopaipillas y el arroz. En Italia existe una variante conocida como brustolina.

## Historia
A fines del siglo xix existían en países del hemisferio norte tostadores de hojalata, que a diferencia del tostador chileno poseían una superficie totalmente plana debajo de la parrilla; un ejemplo de ellos se puede observar en un catálogo de venta por correo editado en Cleveland en 1893.
El tostador chileno fue creado alrededor del año 1920 por artesanos que diseñaron un artefacto de hojalata con agujeros en su superficie, unido a un alambre que servía de asa y que servía para calentar alimentos en los fogones de las cocinas utilizadas en el campo chileno, sirviendo como difusor del calor. Una de las características es su mango plegable, que permite un mejor almacenaje, y su asa que ha sido elaborada con distintos materiales, entre ellos metal, madera o plástico.
Entre las ventajas que posee el tostador chileno es que sirve para calentar cualquier tipo de comida que se coloque sobre su superficie, especialmente el pan, dado que los tostadores eléctricos generalmente admiten solo rebanadas delgadas de pan, lo que contrasta con las variedades consumidas en Chile como la marraqueta o la hallulla.
Desde 1950 el tostador chileno comenzó a producirse de forma masiva, principalmente debido a la industrialización de su proceso de fabricación. En 2010, la empresa Virutex Ilko, principal fabricante del tostador chileno, reportó la utilización de veinte toneladas de hojalata y 100 kilómetros de alambre galvanizado cada mes para elaborar un millón de tostadores cada año; hacia 2022 la producción era de 20 mil tostadores mensuales. Además de la producción nacional, el tostador también es exportado hacia países como México, Argentina, Perú, Ecuador, Costa Rica y Colombia; en este último país es conocido como «tostador de arepas», mientras que en España se conoce como «tostador para gas».